# خوسيه لويس ديوس
خوسيه لويس رودريغيز ديوس (بالإسبانية: José Luis Deus Rodríguez)‏ (من مواليد 12 يناير 1977 في لوزان، سويسرا) هو لاعب كرة قدم إسباني متقاعد، لعب في مركز المهاجم.

## وصلات خارجية
- خوسيه لويس ديوس على موقع الاتحاد الدولي (مؤرشف)  (الإنجليزية)
- خوسيه لويس ديوس على موقع قاعدة بيانات كرة القدم.إي يو (الإنجليزية)
- خوسيه لويس ديوس على موقع عالم كرة القدم.نت (الإنجليزية)
- خوسيه لويس ديوس على موقع AS.com (الإسبانية)

- BDFutbol profile
- Futbolme profile (بالإسبانية)
- Stats at ForaDeJogo
- Racing de Ferrol profile (بالإسبانية)